# ヒラリーカエルガメ
ヒラリーカエルガメ（学名：Phrynops hilarii）は、ヘビクビガメ科カエルガメ属に分類されるカメ。

## 分布
アルゼンチン北部、ウルグアイ、ブラジル南部。（パラグアイ、ボリビアに分布する可能性もあるが、詳しいことはわかっていない）

## 形態
最大甲長40cmとカエルガメ属最大種。背甲は扁平で、上から見ると卵型。背甲の色彩は黒や灰色、暗褐色。腹甲の色彩は淡黄色で、黒い斑点が入る。
頭部は中型。下顎には左右に1つずつ大型の髭状突起がある。頭部背面の色彩は灰色で、腹面の色彩は白い。吻端から眼、鼓膜を通る黒い縦縞が入る。
卵は直径約3.1cmの球形。

## 生態
底質が柔らかく水生植物が繁茂する湖、沼、湿原などに生息する。
食性は動物食で魚類、両生類、昆虫類、甲殻類、軟体動物、ミミズなどを食べる。
繁殖形態は卵生。卵は発生初期の段階で低温により胚が1度休眠し、ある程度の低温下で一定時間経過した後に再び温度を元に戻さないと休眠が解除されない。

## 人間との関係
種小名hilariiはÉtienne Geoffroy Saint-Hilaireへの献名。
ペット用として飼育されることもあり、日本にも輸入されている。主に飼育下繁殖個体が流通し、日本国内でも飼育下繁殖例がある。アクアリウムやアクアテラリウムで飼育される。飼育下では人工飼料や乾燥飼料にも餌付く。成長が早く活発なため、大型のケージが用意できない限り一般家庭での飼育には向かない。